# Miracle Gift Parade

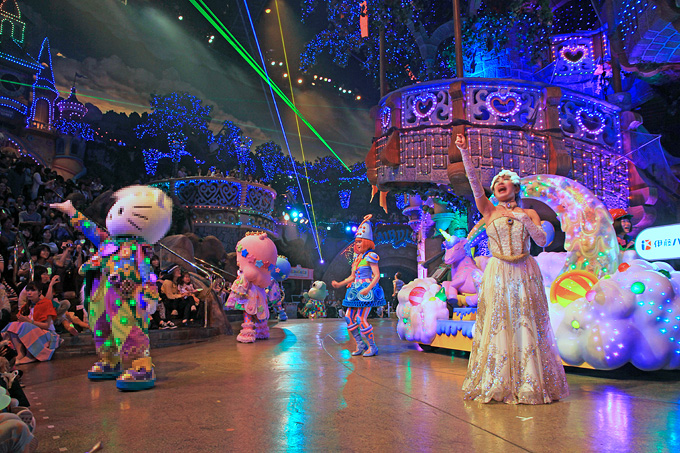
「Miracle Gift Parade」の様子

Miracle Gift Parade（ミラクルギフトパレード）は、サンリオピューロランドの「ピューロビレッジ」で2015年12月5日より公演しているレギュラーパレードショーである。略してミラギフとも呼ばれる。
フレンドリーカンパニー（スポンサー）は伊藤ハム株式会社、株式会社バンダイ (2023年よりバンダイナムコグループの「BANDAI NAMCO」の吹き出しロゴを使用)、日本製粉株式会社。

## 概要

ピューロビレッジ2Fより俯瞰

このパレードは、サンリオピューロランドの25周年を記念してピューロランド館内1階のピューロランドのシンボルである知恵の木を中心とした「ピューロビレッジ」にて上演される「奇跡（ミラクル）」をテーマにしたものである。明確なストーリー性が打ち出されたミュージカル仕立てのショーとなっており、光を司る知恵の木を脅かそうとする闇の女王たちとの対立、相互理解と和解という、サンリオが掲げてきた「みんななかよく」という企業理念を色濃く反映した物語となっている。
ゲストはパレードの音楽やシーンに同期して色が刻々と変化する参加グッズ「ミラクルハートライト」（ペンライトの一種。詳細は後述。）を点灯することで、パレードにおけるイルミネーション演出の一部になり、パレードとの一体感が楽しめるという、ピューロランドとして初の「体験型イルミネーション」を導入した。
平日営業日は1回、休日営業日は原則2回上演される。上演時間は約25分。
このパレードショーは日本空間デザイン協会が主催する「DSA 日本空間デザイン賞」2016のE部門（エンターテイメント&クリエイティブ・アート空間）に入選された。
なお、サンリオは自社テーマパークへの誘客効果を狙ってパレードショーの出張公演を地方都市の劇場や百貨店、ショッピングセンターなどで規模を縮小して上演しているが、「Miracle Gift Parade」もそのダイジェスト版を各地で上演している。
2025年11月17日(月)に千秋楽を迎え、終了することがサンリオピューロランドの公式ホームページより発表された。

## ものがたり
キティたちは「心の贈り物（ギフト）」をみんなに届けるべく、大切な3つのハート「かわいくみんなに愛される心｣、｢おもいやりの心｣、｢なかよくする心｣を象徴するフロートに乗って、いちご王国からピューロランドの知恵の木の下に集い、パーティを開いた。
ところが、光を疎み闇を愛する闇の女王三姉妹とその手下たちが突如乱入してパーティ会場は大混乱に陥り、知恵の木の光が消し去られてしまう。あまりもの仕打ちに憤り女王を倒そうと息巻くダニエルをキティは制止し、いちごの王様から教わった大切なことを思い出してとみんなに語り掛ける。誰だって光を見たくないと思う時がある。優しさと思いやりの心があれば、どんな時でも、誰とでも、仲良く助け合いながら生きていける。その心は自分たちも女王たちも同じ、だから女王とも仲良くなれると信じたいと。キティは孤独を抱える女王たちの心に寄り添い、仲間たちもその思いに応え共に3つのハートの光を女王たちに届けようとする。キティと仲間たちの強い思いが奇跡を呼び、女王は彼らが掲げる光に包まれながら自らの心の中にある3つのハートを見出して改心する。キティと仲間たちは女王たちとわかり合えたことを喜び、女王たちもまた、自分たちに寄り添ってくれたキティ達に感謝の意を表す。
改心した女王たちも交えてパーティは再開され、キティと仲間たちと女王たちが共に歌い踊りながら物語はフィナーレを迎える。

## パレード構成

### フロート構成
キャラクターたちは、パレードのテーマである大切な3つのハート「かわいくみんなに愛される心｣、｢おもいやりの心｣、｢なかよくする心｣、そしてピューロランドのアニバーサリーを祝う「パーティ」をイメージしたカラフルなフロート車（山車）と共に登場する。
- OMOIYARIフロート
  - リトルツインスターズが乗るフロート。星や月をモチーフとした、二人の出身地「思いやり星」のようなフロート[10]。
- KAWAIIフロート
  - マイメロディが乗るフロート。キラキラ輝くかわいいモチーフが散りばめられたフロート[10]。
- NAKAYOKUフロート
  - ポチャッコが乗るフロート。人と人をつなぐなかよくの象徴である大きなリボンがモチーフ[10]。
- PARTYフロート
  - キティが乗るフロート[注釈 2]。アニバーサリーにふさわしい大きなケーキに「25」のろうそくが乗っている[注釈 3][10]。

### 出演キャラクター
当パレートにライブキャラクター（着ぐるみ）として出演するサンリオキャラクターを以下に挙げる。下記以外にもパレードの前座として「いちおしキャラクター」と称されるライブキャラクターが登場してパレード会場を周回しながらパレード参加グッズの販売のお手伝いをする。ライブキャラクターは当初はぐでたまで固定だったが、2020年現在は定期的に変更される。なお、前座ではぐでたまも映像のみで登場し、後述する映像ソフトの特典映像のひとつである「パレードプレショー」にも収録されている。
- ハローキティ[2]
- ディアダニエル
- マイメロディ
- リトルツインスターズ（キキ&ララ）
- ポムポムプリン
- シナモロール
- ぼんぼんりぼん
- クロミ
- マイスウィートピアノ
- ウィッシュミーメル
- ポチャッコ
- みんなのたあ坊
- けろけろけろっぴ

### ダンサー・アクロバット・エアリアル出演者
公式サイトの『Miracle Gift Parade』および『Puro D★E』を参照。

## 声の出演
- 林原めぐみ[注釈 4]
- たかはしごう
- 佐久間レイ
- 白石涼子
- 白鳥由里
- かないみか
- 竹内順子
- 東山奈央
- 黒沢ともよ
- 高木早苗
- 杉本沙織
- 川田妙子
- くまいもとこ

### ゲスト声優
- 闇の女王 長女ノッテ - 濱田めぐみ[2]
- 闇の女王 次女ネーロ - 水樹奈々
- 闇の女王 三女ブーヨ - はいだしょうこ

## 曲目
- TREE OF WISDOM[注釈 5]
- THE WORLD OF DREAM
- MIRACLE HEART LIGHT
- KAWAII FESTIVAL
- QUEENS IN THE DARK
- FRIENDS IN THE LIGHT
- YOU BELIEVE
- MIRACLE GIFT

## スタッフ
- 製作総指揮 - 辻信太郎[注釈 6]
- 脚本･演出 - 小林香[2]
- アートディレクター - 増田セバスチャン
- 作詞･作曲（参加曲） - 前山田健一（ヒャダイン）
- 音楽 - 八幡茂
- 作詞 - 立原亜紀子
- 振付 - MIKIKO、SHUN（大村俊介）、新海絵理子
- 衣装デザイン - 有村淳
- 美術デザイン - 冨澤奈美
- 照明 - 高見和義
- アクロバット･アクション演出 - 渥美博
- ヘアメイク - 小熊清美（山田かつら）
- 演出補 - 岡千絵
- 電飾 - アクシス
- 美術 - 東宝映像美術
- 制作協力 - サンリオ

## パレードPUROPASS
事前予約（前月の20日9:30より公式ホームページにて販売が開始される。休日営業日開催分のみで対象開催日前日までの販売。）と当日券（全日販売される。）のいずれかの購入方法でパレードPUROPASS（以下パス）を購入すると、知恵の木ステージ前または大きなスクリーン前等の優先エリアからパレードを最前列で鑑賞することができる。
販売料金は大人･小人共1席2000円。販売エリアはAブロックからIブロックまであり（2020年現在）、任意のブロックを指定でき、販売枚数（定員）に達するとそのブロックは販売終了となる。Fブロックのみ椅子席も用意されている。ブロック内の詳細な場所指定は不可。当日券は1階フードコート前特設券売所にてパレードスタート1時間前まで購入できる。1回の会計で一人一枚のみの販売である。パス購入後の日時変更やキャンセル（払い戻し）、および他人への譲渡は不可。
パスの使用時は券面に記載された集合場所（1階ディスカバリーシアター入口付近）へ開演時間の10分前までに向かいスタッフにパスを渡す。開催日時が異なるパスは使用不可。到着が遅れるなど、開演時間を過ぎるとパスは無効となる。

## その他
2016年10月26日より放映を開始したフコク生命のTVCM「私、社長になりたい」篇で、冒頭のピューロビレッジ内のシーンでMiracle Gift Paradeのコスチュームのハローキティやピューロフェアリーズたちが映像に登場する。
2017年（平成29年）11月3日に埼玉県のPRのためコバトンを団長としたゆる玉応援団がピューロランドに来場し、Miracle Gift Paradeにも特別出演している。
2020年3月10日よりYoutubeの公式チャンネルであるHello Kitty Channelで無観客のMiracle gift paradeが配信されていた（外部リンク節を参照）。新型コロナウイルス（COVID-19）の世界的な流行によりピューロランドが臨時休館する中、外出を控えている人たち向けの緊急企画の一環として実施したものである。
サンリオは移動販売型カフェワゴンを所有複数し、全国各地のショッピングセンター等を巡回販売しているが、その中にMiracle Gift Paradeをコンセプトにデザインされた車両の「ミラクルギフトパレード号」が存在する。2017年8月19日に新宿髙島屋にてデビュー販売が行なわれた。

## グッズ
参加グッズ「ミラクルハートライト、「ミラクルいちごライト」を含むマスコットなどのグッズがピューロランド内ショップにて販売されている。「ミラクルハートライト」はカラフルに光る部分がハート型で、ワンポイントとしてキティがあしらわれた持ち手付きのライトである。ライトは点灯させる電源スイッチのほか押しボタンがあり、押すことで任意の色を選択して光らせることもできる。ただしその操作をするとパレードとの同期が解除されるので、再び同期させたい場合はスイッチを入れ直すこと元の状態に戻せる。光る部分がいちごの形をしたミラクルいちごライトも同様だが、光り方のパターンがミラクルハートライトと異なる。なお、Miracle Gift Parade以外でも「ミラクルハートライト」や「ミラクルいちごライト」が使用できるパレードやショーもある。

### 映像ソフト
自宅でもパレードを楽しめるようDVD（V-1253）およびBlu-ray（V-1256）が2016年4月27日よりリリースされ、ピューロランド内ショップ他にて発売されている。
DVD、Blu-ray共に本編と特典映像が収録されたDISCのみの商品に加え、DVDと「ミラクルハートライト」（V-1254）、Blu-rayと「ミラクルいちごライト」（V-1257）がセットになった商品も販売されている。
本編DISCには、ノーマルver.とミラクルギフトパレードライトver.が収録されており、ミラクルギフトパレードライトver.で鑑賞すると、ピューロランドで購入した参加グッズ「ミラクルハートライト」、「ミラクルいちごライト」が実際のパレードと同様に反応する仕組みになっている。
DVDには増田セバスチャンがデザイン監修したアウタースリーブが付いている。また、DVD & Blu-rayの特典として下記の特典映像が収録されている。
- 増田セバスチャンインタビュー
- 前山田健一（ヒャダイン）インタビュー
- 濱田めぐみ/水樹奈々/はいだしょうこインタビュー
- パレードプレショー
- 歴代パレードメドレー

### 音楽ソフト
パレードで使用されている楽曲を収録したオリジナル・サウンドトラックが2021年3月15日よりCD版でリリースされ、ピューロランド内ショップ他にて発売されている。
収録楽曲は上記曲目に「ONCE UPON A TIME」と「MIRACLE GIFT（チェイサー）」を加えた9曲。

## 舞台
2021年9月14日から9月26日まで、Sanrio Kawaii ミュージカル『From Hello Kitty』として、IHIステージアラウンド東京にて上演。サンリオ創業者である辻信太郎が戦後にサンリオを創業した背景やハローキティをはじめとするサンリオキャラクターが生まれたエピソードと「Miracle Gift Parade」を盛り込んだアトラクション型ミュージカルとなっており、上島雪夫が演出を担当している。また2021年9月26日から2021年10月3日までは同公演のディレイ配信も行われた。

### キャスト
【サンリオキャラクターズ】
- ハローキティ
- ディアダニエル
- シナモロール
- ポムポムプリン
- マイメロディ
- リトルツインスターズ

【青年／いちごの王さま】※トリプルキャスト
- 高崎翔太
- 後藤大
- 宮城紘大

【なかよくハート】※ダブルキャスト
- 橋本汰斗
- 皆木一舞

【おもいやりハート】※ダブルキャスト
- 岩城直弥
- 田鶴翔吾

【かわいいハート】※ダブルキャスト
- 佐野真白
- 松井遥己

【闇の女王】
- 長女ノッテ：藤森蓮華
- 次女ネーロ：木内栞
- 三女ブーヨ：伊宮理恵

【ストロベリーフレンズ／こうもり】
　藍実成 鈴木直幸 多比良龍一 早坂菜摘 宮本南々海 矢吹世奈
【ピューロフェアリーズ】
　片岡栞 加藤きらり 鈴木昌実 須山敏光 高井泉名 土屋桃子 中村梨乃 松林愛子
【こうもり（アクロバット）】
　石井侑佑 植野洵 Satodai SEI 鶴田優光 Leoto　猪原伸浩 牛嶋翼 野間真翔 古屋貴士 堀田慶斗 本田光騎 本間康資 山口真弥 米盛正人

### スタッフ
- 【脚色・演出・振付】上島雪夫
- 【脚本・作詞】浅井さやか
- 【アートディレクター】増田セバスチャン
- 【作詞・作曲（参加曲）】ヒャダイン
- 【音楽】八幡茂
- 【作詞】立原亜希子
- 【振付】MIKIKO　 新海絵理子　SHUN（大村俊介）
- 【アクロバット演出】渥美博
- 【衣裳】有村淳（宝塚歌劇団）
- 【美術】冨澤奈美
- 【照明】高見和義
- 【映像】荒川ヒロキ
- 【音響】山本浩一
- 【歌唱指導】宇都宮直高
- 【稽古ピアノ】安元汐里
- 【ヘアメイクプランナー】JULIA.
- 【舞台監督】西川政次 市川太也
- 【「Miracle Gift Parade」（サンリオピューロランド上演版） 脚本・演出】小林香
- 【ステージアラウンド・アシスタントスーパーバイザー】戸川翔太郎
- 【ステージアラウンド・スーパーバイザー】芳谷研
- 【制作】サンリオエンターテイメント ／ TMエンタテインメント
- 【制作協力】ネルケプランニング